# Permutación con repetición
Una permutación con repetición consiste en una permutación de m elementos, de los cuales hay varios que son iguales entre sí. Y por tanto, a la hora de calcular las distintas formas de ordenar los m elementos hay diferencias con respecto a si no hubiese elementos iguales.

## Definición
Dado un conjunto finito A de m elementos distintos, se entiende como permutaciones de ellos a las distintas formas en las que pueden ordenarse. El número de permutaciones (órdenes) distintos de los m elementos es m!, es decir, el factorial del número de elementos.

{\displaystyle Pm=m!=m(m-1)(m-2)\cdots 1\,\!}.

Por ejemplo, dado un conjunto A = {1, 2, 3} (n.º de elementos = m = 3), las permutaciones de los elementos de dicho conjunto son: 123, 132, 213, 231, 312 y 321. Se obtiene 6 ordenaciones distintas de los elementos y se verifica que n.º de permutaciones = 3! = 6.

## Permutaciones con repetición
Supongamos que en el conjunto de los m elementos no son todos distintos entre sí, sino que hay un elemento x1 que se repite m1 veces, un elemento x2 que se repite m2 veces, ..., un elemento xn que se repite mn veces.
Entonces, el número de permutaciones de los elementos que se repiten son:
Permutaciones de x1   →   m1!
Permutaciones de x2   →   m2!
```
             .
             .
             .
```

Permutaciones de xn   →   mn!
Estas permutaciones de elementos idénticos son iguales entre sí. Y por lo tanto, las diferentes formas que ordenar los m elementos serían:
{\displaystyle {P}_{m}^{m_{1},m_{2},...,m_{n}}={\frac {m!}{{m}_{1}!{m}_{2}!...{m}_{n}!}}}

## Ejemplos
- ¿Cuántos números de 5 cifras se pueden formar con {1, 1, 1, 2, 2}?

{\displaystyle {P}_{5}^{3,2}={\frac {5!}{3!2!}}={\frac {120}{12}}=10}
- Si se sabe que se lanza una moneda 10 veces y se obtiene el mismo número de caras que de cruces, ¿cuántas formas posibles y diferentes hay de que haya ocurrido esto?

{\displaystyle {P}_{10}^{5,5}={\frac {10!}{5!5!}}={\frac {3628800}{14400}}=252}
- En el palo de señales de un barco se pueden izar tres banderas rojas, dos azules y cuatro verdes. ¿Cuántas señales distintas pueden indicarse con la colocación de las nueve banderas?

{\displaystyle {P}_{9}^{3,2,4}={\frac {9!}{3!2!4!}}={\frac {362880}{288}}=1260}